# 클레르의 무릎
클레르의 무릎(Claire's Knee, Le Genou De Claire)은 프랑스에서 제작된 에릭 로메르 감독의 1970년 드라마, 멜로/로맨스 영화이다. 장 클로드 브리알리 등이 주연으로 출연하였고 피에르 코트렐 등이 제작에 참여하였다.

## 출연

### 주연
- 장 클로드 브리알리
- 오로라 코르뉘

### 조연
- 베아트리스 로망
- 로랑스 드 모나강
- Gerard Falconetti
- 파브리스 루치니